# SIMA Águilas
El SIMA Águilas fue un equipo de fútbol de los Estados Unidos que jugó en la Premier Development League, la tercera división de fútbol en el país.

## Historia
Fue fundado en el año 2013 en la ciudad de Montverde, Florida como el equipo que representa a la Montverde Academy, aunque fue hasta 2017 que hicieron su debut en la Premier Development League como uno de los equipos de expansión de la liga.
En esa temporada lograron ganar el título divisional, pero perdieron en la semifinal de conferencia ante el Mississipi Brilla. En 2018 vuelven a ganar el título divisional y pierden en la final de Conferencia, aunque también juegan por primera vez en la US Open Cup donde sol eliminados en la primera ronda.
El equipo desaparece tras terminar la temporada 2018.

## Palmarés

### Premier Development League
- División Sureste: 2

2017, 2018

## Jugadores

### Jugadores destacados
- Diego Campos